# Robert Sacchi
Robert Patsy Sacchi (n. 27 martie 1932, Roma, Regatul Italiei – d. 23 iunie 2021, Sherman Oaks, Los Angeles, California, SUA) a fost un actor italo-american care a fost cunoscut, încă din anii 1970, pentru asemănarea sa fizică cu Humphrey Bogart. A apărut în multe filme și episoade ale serialelor TV în care l-a interpretat fie pe Bogart, fie pe un personaj care arăta și vorbea ca Bogart. El a fost cel mai bine cunoscut pentru rolul său din filmul The Man with Bogart's Face (1980).

## Biografie

### Tinerețea
Sacchi s-a născut la Roma în 27 martie 1932. Tatăl său, Alberto, a lucrat ca tâmplar; mama sa era Marietta (D'Urbano). Cei trei au emigrat în Statele Unite ale Americii, când Robert era încă mic, și s-au stabilit în cartierul Bronx din New York. Robert a urmat cursurile Liceului Cardinal Hayes, unde prietenii și vecinii săi au remarcat pentru prima dată asemănarea sa fizică cu actorul Humphrey Bogart. El a urmat studii de finanțe și afaceri la Iona College, apoi a obținut o diplomă de master la New York University.

### Carieră
Primele apariții cinematografice ale lui Sacchi au avut loc în filmele The French Sex Murders, Pulp și Across 110th Street (toate lansate în 1972), în care a interpretat roluri care nu aveau legătură cu Bogart. A început să joace rolul lui Bogart la începutul anilor 1970 în comedia Play It Again, Sam a lui Woody Allen, care a fost jucată într-un turneu pe teritoriul Statelor Unite ale Americii. El a interpretat, de asemenea, acest rol în turnee organizate în campusurile universitare.
Sacchi a jucat rolul principal în comedia The Man with Bogart's Face (1980; cunoscută, de asemenea, ca Sam Marlow, Private Eye) despre un detectiv particular care a suferit o operație de chirurgie plastică pentru a semăna cu Bogart. A jucat acolo alături de Franco Nero, Michelle Phillips⁠(d), Olivia Hussey, Yvonne De Carlo, Mike Mazurki⁠(d) și George Raft (în ultima sa apariție în film). Într-un articol apărut în ziarul The New York Times, criticul Tom Buckley a fost de părere că Sacchi „demonstrează abilități considerabile de interpretare a rolului principal, deși speranțele sale pentru o angajare viitoare în filme ar părea limitate”. În ciuda acestei predicții, el a continuat să obțină mai multe angajamente pentru interpretarea rolului Bogart, inclusiv în videoclipul muzical „I Wish It Would Rain Down” (1990) al lui Phil Collins, precum și în propriul show individual intitulat Bogey's Back. De asemenea, l-a interpretat pe Bogart în Fantasy Island (1981), Sledge Hammer! (1987) și în episodul„In Her Dreams” (1997) al serialului Cybill. El a povestit mai târziu că „nu a crezut niciodată că Bogie arăta prea grozav”, adăugând că „la fel ca majoritatea copiilor din acea vreme, am vrut să arăt ca Gregory Peck”.
În anii 1990 Sacchi a jucat roluri minore în Greu de ucis 2 (1990) și The Naked Truth (1992). Într-un episod notabil al serialului de televiziune Tales from the Crypt intitulat „You, Murderer”, care a fost difuzat în premieră în 1995 (sezonul 6, episodul 15), Sacchi a furnizat vocea unui personaj care seamănă cu Bogart, în timp ce imaginile personajului au fost extrase din imagini de arhivă cu Bogart și manevrate cu ajutorul computerului. Tot în 1995, a apărut în episodul „The Psychic” al serialului de televiziune Pointman. Unul dintre ultimele filme în care a jucat a fost Blast From The Past (1999).

### Viața personală
Robert Sacchi a avut șase copii din prima căsătorie: Robert Jr., Barbara, Felicia, Maria, Lisa și Anthony. A doua sa căsătorie a fost cu artista peruană Angela De Hererera, cu care a trăit 51 de ani, până la moartea lui. Împreună, au avut doi copii: Trish și John, care a lucrat ca producător de film.
A murit pe 23 iunie 2021, la Barlow Respiratory Hospital din Sherman Oaks, Los Angeles. Avea 89 de ani și a suferit puțină vreme de o boală înainte de moartea sa.

## Filmografie (selecție)

### Filme
- The French Sex Murders (Casa d'appuntamento) (1972) – inspectorul Fontaine[2]
- Pulp (1972) – Boogeyman[7][9]
- Across 110th Street (1972) – Hood[9][10]
- Shhh (1975)[11]
- The Man with Bogart's Face (1980) – Sam Marlow[7][10]
- E. Nick: A Legend in His Own Mind (1984) — dl Trowel
- Funland (1987) – Mario DiMauro / Bogie[7][12]
- Another Chance (1989) – Mickey „Bogart” Pinco[9][12]
- Cold Heat (1989) – Mikey Musconi[7][12]
- Die Hard 2 (1990) – inginerul #3[9][10]
- The Naked Truth (1992) – Gesundheim II[13]
- The Erotic Adventures of the Three Musketeers – Athos
- Blast From The Past (1999) – Bogart DJ[9]

### Filme și seriale de televiziune
- Fantasy Island (1981) – Humphrey Bogart[7]
- Cadence 3 (episodul din 9 martie 1983) – el însuși
- 1983 Vorsicht Musik! (serial TV, 1983) — el însuși
- Sledge Hammer! (1987) – Bogie[6]
- Simon &amp; Simon (episodul The Merry Adventures of Robert Hood, 1988) — Cyril Linehart
- Katts and Dog (episodul Murder She Sang, 1989) — Nick McGee
- Der Stoff, aus dem die Filme sind⁠(d) (1989) - al cineastului german Christoph Felder
- Burke's Law (episodul Who Killed Nick Hazard?, 1994) — Nick Hazard[14]
- Tales from the Crypt (episodul You, Murderer, 1995) — Lou Spinelli (voce)[12][13]
- Pointman (episodul The Psychic, 1995) — Humphrey Bogart[7]
- Cybill (episodul In Her Dreams, 1997) — persoana care seamănă cu Humphrey Bogart[7]
- Oh Baby (episodul Sitting on Babies, 1999) — detectivul #1
- Biography (episodul Humphrey Bogart, 2003) — el însuși - actor și istoric

### Videoclipuri muzicale
- Phil Collins: „I Wish It Would Rain Down” — Humphrey Bogart[6]

### Cântece
- „Jungle Queen” (1982)[2]
- „Casablanca” (1982)